# Scheffau am Tennengebirge
Scheffau am Tennengebirge egy ausztriai község. Az 1334 lakosú település Salzburg szövetségi tartomány Halleini járásban található. Nem összetévesztendő a tiroli Scheffau am Wilden Kaiserrel.

## Fekvése
A Tennengau tájegység déli részén fekvő község, több kisebb-nagyobb részből áll a Lammer folyó mentén. Ezek közül a két legfontosabb Unterscheffau, illetve Oberscheffau. Délről a 2300 méter magas Tennengebirge, míg északról az 1600 méteres Osterhorngruppe határolja.
Salzburgból az A10-es autópályán, illetve a 159-es és 162-es főúton közelíthető meg.

## Népessége
| Lakosok száma | 1323 | 1372 | 1375 | 1395 |
|               | 2005 | 2016 | 2017 | 2018 |

## Története[3]
A területen az első templom a 10. században épülhetett, de egyházi iratok először 1130-ban említenek egy a Lammer-völgy alsó részén álló plébániát. A terület lakói ekkoriban fakitermeléssel foglalkoztak. Innen származott a Halleini sóbányászathoz szükséges faanyag, melyet a folyón szállítottak a bányákig. Innen ered a Scheffawe elnevezés, amit egy 1249-es oklevélben használnak először.
1849-ben vált önálló településsé, addig a szomszédos Gollinghoz tartozott.

## Látnivalók
- Scheffau és Abtenau közt félúton található a Lammerklamm szurdok, amely májustól októberig látogatható.
- Vízimalom a Swarzenbach pataknál, melyet 1958-ig használtak gabona őrlésére. A régi malom mellett jelenleg a környéken hagyományos márványgolyó készítése is megtekinthető.
- Winnerfall vízesés